# Bundesabgabenordnung
Die Bundesabgabenordnung (BAO) ist das elementare Gesetz des österreichischen Steuerrechts. Als so genanntes allgemeines Steuerrecht bzw. Verfahrensrecht regelt es, wie die Besteuerungsgrundlagen ermittelt werden, Steuern festgesetzt, erhoben und vollstreckt werden. Daneben sind in der Bundesabgabenordnung Vorschriften über außergerichtliche Rechtsbehelfe sowie zum steuerlichen Straf- und Ordnungswidrigkeitenrecht enthalten.

## Weiterführende Literatur
- Michael Kotschnigg: Beweisrecht der BAO. Spezialkommentar. Wien: Facultas.WUV 2011
- Christoph Ritz: Bundesabgabenordnung – Kommentar. 5. Aufl. Linde Verlag, Wien 2013, ISBN 978-3-7073-2297-2